# Nagata Shinobu
Shinobu Nagata (sinh ngày 29 tháng 1 năm 1976) là một cầu thủ bóng đá người Nhật Bản.

## Sự nghiệp câu lạc bộ
Shinobu Nagata đã từng chơi cho JEF United Ichihara.